# 李鳳奎 (韓国の評論家)
李 鳳奎（イ・ボンギュ、朝鮮語: 이봉규、1958年3月17日 - ）は、大韓民国の時事評論家・保守（極右）のYouTuber。
ソウル特別市出身で、高校卒業後自営業になるも失敗して日本に留学、神戸国際大学で学士号（経済学）を取得後アメリカに渡ってジョージ・ワシントン大学大学院で政治学の修士号を取得。アメリカの韓国語チャンネルKBN-TVでアンカーマンを務め、2001年に帰国後は韓国経済テレビでアンカーマン。この間韓国外国語大学校大学院に学び政治学博士を取得、同大学の客員教授にもなった。
朝鮮日報によってテレビ朝鮮が開局するとテレビ朝鮮に移籍し、自らYouTubeチャンネルを運営しながら太極旗集会勢力と立場を共にする内容を伝えている。21代総選挙直後に右派性向のFacebook ユーザーを米国サンフランシスコの有力な言論メディアとして紹介し、「文在寅政権が不正選挙で圧勝して連邦制改憲をしようとする」という内容を伝えた。また2020年のアメリカ大統領選ではドナルド・トランプ支持派を中心とした不正選挙陰謀の論陣を張り、2024年12月に尹錫悦大統領が非常戒厳令を出した直前に戒厳令宣布を煽ったと言われている。

## 出演
韓国経済テレビ (WOW)
- 마켓&이슈
- 생중계 미국증시
- 월가리프트

テレビ朝鮮
- 정치 옥타곤（政治オクタゴン）
- 강적들（強敵）
- 황금펀치（黄金パンチ）

京畿放送 (99.9 FM)
- 뉴스가 있는 아침（ニュースのある朝）

## 著書
- 세상을 이끄는 13인의 생존전략
- 리더십은 타고나는가, 만들어지는가?
- 남자의 독립 (프롬북스)